# PCC Consumer Products Czechowice
PCC Consumer Products Czechowice S.A. – polskie przedsiębiorstwo produkujące zapałki, istniejące w Czechowicach-Dziedzicach od 1919 roku. W listopadzie 2020 roku zapowiedziano zakończenie produkcji zapałek z końcem lutego 2021 roku.

## Historia
Spółka została założona w 1919 r., a 26 września 1919 r. Rada Narodowa Księstwa Cieszyńskiego wydała postanowienie o zatwierdzeniu statutu Towarzystwa Akcyjnego dla wyrobu zapałek „Silesia”. W następnym roku rozpoczęto budowę fabryki, a w marcu 1921 r. ruszyła produkcja w ilości sięgającej po roku 60 skrzyń zapałek dziennie. Była to czwarta zapałczarnia powstała na obecnym terenie Polski, po zakładach w Sianowie (1845), Częstochowie (1881) i Bystrzycy Kłodzkiej (1897).
W zakładzie pracowało wówczas 700 robotników, w tym wiele dzieci. Już w pierwszym roku działania spółki dwukrotnie wybuchały strajki z powodu niskich płac, a w czasie strajku w 1924 r. fabryka była unieruchomiona przez 6 miesięcy. Okres ten wykorzystano na wymianę parku maszynowego. W 1924 r. koncern International Match Corporation zaproponował polskiemu rządowi utworzenie i wydzierżawienie monopolu zapałczanego. Dwa lata później fabryka została wykupiona przez państwo i wydzierżawiona na 20 lat, jednak od czasu strajku z 1924 r. zakład nie wykorzystywał pełnych mocy produkcyjnych. W okresie międzywojennym zakłady zapałczarskie w Czechowicach były najnowocześniejszymi w Polsce i miały największą zdolność produkcyjną. 
W czasie okupacji fabryka znajdowała się pod nadzorem niemieckim i produkowała przez cały jej okres. Po wojnie zapałczarnia szybko wznowiła produkcję w kwietniu 1945 r., choć początkowo robotników nie wynagradzano, a potem wrócono do stosowanego okresowo przed wojną wynagrodzenia w naturze. Do 1951 r. zakład należał do reaktywowanego Polskiego Monopolu Zapałczanego, po czym przejął go Zarząd Przemysłu Płyt, Sklejek i Zapałek, a potem Zjednoczenie Przemysłu Płyt, Sklejek i Zapałek. Od 1962 r. z odpadów produkowano wełnę drzewną, a w latach 1970. przeprowadzono modernizację fabryki. Wyroby zakładu były sprzedawane w Europie, Ameryce Południowej, Afryce i Azji.
Po przemianach ustrojowych w 1989 r. zapałczarnia produkowała poniżej możliwości ze względu na załamanie rynku i napływ tanich zapałek z krajów poradzieckich. Przedsiębiorstwo Państwowe Czechowickie Zakłady Przemysłu Zapałczanego zostało przekształcone w spółkę Fabryka Zapałek „Czechowice” S.A. W  2011 r. 85% udziałów w spółce wykupiło PCC Consumer Products Sp. z o.o., a trzy lata później fabryka zmieniła nazwę na PCC Consumer Products Czechowice S.A.
26 listopada 2020 r. nadzwyczajne walne zgromadzenie podjęło decyzję o likwidacji spółki i zakończeniu produkcji z końcem lutego 2021 r. Powodem likwidacji zakładu było spadające zapotrzebowanie na zapałki. W chwili likwidacji spółka produkowała 70 mln sztuk zapałek dziennie i była ostatnim producentem w tej branży w Polsce i przedostatnim w Europie po fabryce na Węgrzech.
Miasto Czechowice-Dziedzice było kojarzone z fabryką zapałek na tyle, że jako hasło promujące miasto wybrano frazę Miasto z zapałem.